# Walker, a texasi kopó
A Walker, a texasi kopó (Walker, Texas Ranger) egy 1993 és 2001 között bemutatott amerikai rendőrségi akció/dráma/vígjáték sorozat, amit Lesie Grief és Paul Haggis rendezett. A CBS tévécsatorna sugározta a három pilot után a teljes nyolc évadot 1993. április 21-től 2001. május 19-ig több mint 100 országban. DVD-n az elsőtől a hatodikig és az utolsó évad jelent meg.
A műsor ismert volt a morális értékeiről is. Például a karakterek tartózkodtak attól, hogy kábítószereket használjanak, és részt vettek a közösségi szolgálatban. Bemutatták, hogy a küzdősportok jó eszköz a bűnözés visszaszorítására.
A sorozatot 1993-ban kezdték el forgatni, majd 8 évig futott a CBS csatornán. 2005. október 17-én a CBS bemutatta a Walker, a texasi kopó – Újra akcióban című folytatását, mely nem tartozik az eredeti történethez szorosan, de mégis a sorozat folytatásának tekinthető. Az új részek nem hozták az elvárt nézőszámot, így biztossá vált hogy a 2006-2007-es évad után nem lesz több folytatása. Hazánkban hivatalosan a TV3, TV2 és a PRO4 sugározta. 2011-től a Universal Channel  vetíti a VI. évadtól.

## Történet
A történet főszereplője Cordell Walker (Chuck Norris) texasi rendőrnyomozó, a Texas államban főként kiemelt ügyekkel foglalkozó Texas Rangers nevű állami rendőri szerv öntörvényű, morálisan megingathatatlan, a vadnyugat igazságeszményét a modern korban is valló igazi kemény zsaru. Walker valaha tengerészgyalogosként harcolt Vietnamban, emellett mesteri fokon űz többféle harcművészetet, ereje és elszántsága olykor emberfelettinek bizonyul. Walker legközelebbi barátja, az egykori texasi ranger, C. D. Parker (Noble Willingham), aki egy térdsérülés miatt visszavonult, de a nehéz esetekben hasznos tanácsokkal látja el Walkert. A bűnügyek megoldásában segítségére van még James "Jimmy" Trivette, a baltimore-i exlabdarúgó seriffhelyettes, aki a modern kor eszközeivel segíti Walkert. Walker közvetlen felettese Alexandra "Alex" Cahill, a megyei helyettes kerületi államügyész, aki vonzódik Walkerhez, de néha nem ért egyet a liberális szellemű bűnüldözési megközelítésével. A sorozat utolsó szezonjaiban Alex Cahillt immár Walker feleségeként látjuk viszont, továbbá ugyancsak a sorozat vége felé jelenik meg a történetben a Walker és Trivette alárendeltségében dolgozó két fiatal rendőrtiszt, Sydney "Syd" Cooke (Nia Peeples) és Francis Gage (Judson Mills), akik ugyancsak nagy segítségére vannak a két immár öregedő nyomozónak a bűn elleni állandó harcban.

## Szereplők
| Szerep                 | Színész                    | Magyar hang                                       | Magyar hang              | Magyar hang                                             |
| Szerep                 | Színész                    | 1. magyar szinkron                                | 2. magyar szinkron       | Az igazság megszállottja                                |
| ---------------------- | -------------------------- | ------------------------------------------------- | ------------------------ | ------------------------------------------------------- |
| Cordell "Cord" Walker  | Chuck Norris               | Végvári Tamás (1. hang) Jakab Csaba (2. hang)     | Jakab Csaba (6-9. évad)  | Rosta Sándor (Fórum Film) Reviczky Gábor (Favorit Film) |
| James "Jimmy" Trivette | Clarence Gilyard           | Vasvári Csaba (1. hang) Selmeczi Roland (2. hang) | Anger Zsolt (6-9. évad)  | Kálid Artúr                                             |
| Alex Cahill            | Sheree J. Wilson           | Kiss Erika                                        | Spilák Klára (6-9. évad) | Hegyi Barbara                                           |
| C.D. Parker            | Noble Willingham           | Papp János (1. hang) Láng József (2. hang)        | Konrád Antal (6-9. évad) |                                                         |
| Carlos Sandoval        | Marco Sánchez              |                                                   |                          |                                                         |
| Ray Firewalker         | Floyd „Red Crow” Westerman | Kőmíves Sándor                                    |                          |                                                         |
| Francis Gage           | Judson Mills               | Bozsó Péter (1. hang) Czvetkó Sándor (2. hang)    |                          |                                                         |
| Sydney Cooke           | Nia Peeples                | Pikali Gerda                                      |                          |                                                         |

## Epizódok
| Évad | Évad | Részek száma | Részek száma | Eredeti sugárzás     | Eredeti sugárzás | Eredeti adó |
| Évad | Évad | Részek száma | Részek száma | Évadbemutató         | Évadzáró         | Eredeti adó |
| ---- | ---- | ------------ | ------------ | -------------------- | ---------------- | ----------- |
|      | 1.   | 24           | 24           | 1993. szeptember 25. | 1994. május 21.  | CBS         |
|      | 2.   | 25           | 25           | 1994. szeptember 24. | 1995. május 13.  | CBS         |
|      | 3.   | 26           | 26           | 1995. szeptember 23. | 1996. május 18.  | CBS         |
|      | 4.   | 27           | 27           | 1996. szeptember 21. | 1997. május 17.  | CBS         |
|      | 5.   | 25           | 25           | 1997. szeptember 27. | 1998. május 16.  | CBS         |
|      | 6.   | 23           | 23           | 1998. szeptember 26. | 1999. május 22.  | CBS         |
|      | 7.   | 25           | 25           | 1999. szeptember 25. | 2000. május 20.  | CBS         |
|      | 8.   | 24           | 24           | 2000. október 7.     | 2001. május 19.  | CBS         |

## Fordítás
- Ez a szócikk részben vagy egészben  a   Walker, Texas Ranger című angol Wikipédia-szócikk fordításán alapul.  Az eredeti cikk szerkesztőit annak laptörténete sorolja fel. Ez a jelzés csupán a megfogalmazás eredetét és a szerzői jogokat jelzi, nem szolgál a cikkben szereplő információk forrásmegjelöléseként.